# Eosthenias fasciculosus
Eosthenias fasciculosus là một loài bọ cánh cứng trong họ Cerambycidae.